# ألدو أريلانو
ألدو أريلانو (بالإسبانية: Aldo Arellano)‏ (14 يونيو 1995 بتولوكا في المكسيك - ) هو لاعب كرة قدم مكسيكي في مركز الوسط.